# ارنست نولته
ارنست نولته (آلمانی: Ernst Nolte؛ زادهٔ ۱۱ ژانویهٔ ۱۹۲۳ – درگذشتهٔ ۱۸ اوت ۲۰۱۶) تاریخ‌نگار، فیلسوف آلمانی و از شاگردان مارتین هایدگر بود. مطالعات او در دهه ۱۹۶۰ میلادی دربارهٔ فاشیسم بسیار قابل توجه‌اند. نظریه او در مورد «رابطه علّی» بین جنایات سیستم گولاگ و هولوکاست، باعث بروز دعوای تاریخ نگاران در ۱۹۸۶ شد.
نولته به واسطه تخصصش در بسیاری از بحث‌ها و چالش‌های علمی که در باب فاشیسم و سوسیالیسم درگرفته از دهه ۱۹۶۰ تا پایان زندگی‌اش حاضر بود.
او در سال‌های پایانی حیاتش بر اسلام‌گرایی و فاشیسم اسلامی متمرکز شد. مهم‌ترین کتاب نولته، «فاشیسم در عصر خویش» است که او را به عنوان پژوهشگر حوزه فاشیسم در محافل دانشگاهی و روشنفکری آلمان مطرح کرد.

## زندگی[۲]
نولته در سال ۱۹۲۳ در خانواده‌ای کاتولیک در شهر ویتن آلمان به دنیا آمد. پدرش مدیر مدرسه بود. در سال ۱۹۴۱ دیپلم گرفت و به دلیل نداشتن سه‌انگشت در دست چپ از خدمت نظامی معاف شد. سپس در دانشگاه‌های مونستر، برلین و فرایبورگ در رشته‌های فلسفه، زبان و ادبیات آلمانی (ژرمن‌ایستیک) و لغت‌شناسی کلاسیک تحصیل کرد. او بعداً توضیح داد، بار خوش‌اقبالی نسبت به دیگر همسالانش از جمله برادر کوچکترش که در جنگ جهانی دوم جانباخته بودند، دلیل مهمی برای پرداختن به ناسیونال سوسیالیسم بوده است؛ مشغله‌ای «ناخوش‌آیند اما نه با نفرت».
پس از اتمام تحصیلات خود در سال ۱۹۴۵، مدتی به تدریس آلمانی، لاتین و یونانی در دبیرستان‌ها پرداخت. همزمان فعالیت‌های آکادمیک خود را ادامه داد و در سال ۱۹۵۲ در فرایبورگ با ارائه اثر «ازخودبیگانگی و دیالکتیک در ایدئالیسم آلمانی و اندیشه مارکس» زیر نظر اویگن فینک، یکی از دستیاران سابق فیلسوف و بنیان‌گذار پدیدارشناسی ادموند هوسرل، دکترای خود را دریافت کرد. اندکی قبل از پایان جنگ جهانی، او ابتدا با مارتین هایدگر بر سر یک پروژه دکتری با عنوان «دربارهٔ ابدیت و زمان» به توافق رسیده بود.
مدتی در دانشگاه کلن دستیار تئودور شیدر (Theodor Schieder) بود. در ۱۹۶۳ کتاب «فاشیسم در عصر خود» را منتشر کرد که به زبان‌های بسیاری ترجمه شد و باعث شهرت او گردید. در ۱۹۶۵ به عنوان پروفسور تاریخ مدرن در دانشگاه ماربورگ انتخاب شد. در ۱۹۷۳ به دانشگاه آزاد برلین رفت و همان‌جا ماند تا این‌که در ۱۹۹۱ بازنشسته شد.
ارنست نولته سرانجام در ۹۳ سالگی پس از یک دوره بیماری کوتاه و سخت درگذشت.

## در زبانِ فارسی
- نولته، ارنست. جنبش‌های فاشیستی: بحران نظام لیبرالی و تکامل فاشیسم. ترجمهٔ مهدی تدینی. تهران: انتشارات ققنوس.
- نولته، ارنست (۱۳۹۹). اسلام‌گرایی: سومین جنبش مقاومت رادیکال. ترجمهٔ مهدی تدینی. تهران: نشر ثالث. شابک ۹۷۸-۶۰۰-۴۰۵-۵۴۵-۱.
- نولته، ارنست (۱۳۹۶). قرن بیستم: ایدئولوژی‌های خشونت. ترجمهٔ مهدی تدینی. تهران: انتشارات ققنوس. شابک ۹۷۸-۶۰۰-۲۷۸-۳۶۵-۳.
- نولته، ارنست (۱۴۰۴). فاشیسم. ترجمهٔ مهدی تدینی. تهران: انتشارات پارسه.